# Auriac-sur-Vendinelle
Auriac-sur-Vendinelle település Franciaországban, Haute-Garonne megyében. Lakosainak száma 1080 fő (2022. január 1.). Auriac-sur-Vendinelle Le Faget, Cuq-Toulza, Le Cabanial, Cambiac, Caraman, Falga, Maurens, Saint-Félix-Lauragais és La Salvetat-Lauragais községekkel határos.

## Népesség
A település népességének változása:
| Lakosok száma | 939  | 910  | 976  | 988  | 991  | 1025 | 1035 | 1055 | 1062 | 1080 |
|               | 1968 | 1982 | 1990 | 2006 | 2013 | 2015 | 2017 | 2019 | 2020 | 2022 |